# حزب کمونیست (سوئد)
حزب کمونیست (Kommunistiska Partiet) حزبی سیاسی کمونیست در سوئد است.
حزب در سال ۱۹۷۰ توسط Frank Baude تأسیس شد.
رییس حزب Anders Carlsson است. 
حزب Proletären را منتشر می‌کند.
سازمان جوانان حزب Revolutionär Kommunistisk Ungdom است.
در انتخابات مجلس ۱۹۷۳ حزب ۸۰۱۴ رای (۰٫۱۶٪) دریافت کرد. ولی حزب موفق به کسب هیچ کرسی در مجلس نشد.